# 二合足球隊
二合足球隊（Yee Hope，簡稱二合）是一支前香港甲組足球聯賽球隊，成立於1992年，2001年7月4日，宣佈退出甲組比賽，並且隨即解散。

## 球隊歷史
二合於1992年成立，最初球會只是參與業餘賽事。於1995至96年度球季開始參加香港丙組足球聯賽，即能奪得丙組聯賽及初級組銀牌「雙料冠軍」，並取得升上乙組資格。
1996–97年度球季，於香港乙組足球聯賽以22戰15勝5和2負得50分，奪得冠軍，並且於香港足總盃初級組奪得冠軍，獲得「越級挑戰」參加香港足總盃，並重金邀請前英格蘭國家足球隊門將施路頓客串把關，雖然於初賽以 2–4 不敵快譯通，遭淘汰出局，惟演出獲得好評。
1997年9月首次升上為香港甲組足球聯賽角逐，1998–99年球季，獲得甲組聯賽季軍，亦是該隊在甲組聯賽的最佳成績。
在1999–2000年度與2000–01年度，連續兩個球季得到冠名贊助以「東聯二合」的名稱參賽。
2000年12月31日除夕，於高級組銀牌決賽，憑着陸冠邦一箭定江山，以 1–0 擊敗快譯通，奪得冠軍，取得球隊升上甲組後首項錦標。同季，二合預備組亦贏得主席盃冠軍。
二合在甲組競逐三個球季後，由於球市進入冰河時期，於2001年7月4日，宣佈退出甲組比賽，並隨即解散。

## 球會榮譽
| 榮譽              | 次數        | 年度        |
| 本 土 聯 賽       | 本 土 聯 賽 | 本 土 聯 賽 |
| ----------------- | ----------- | ----------- |
| 乙組聯賽 冠軍     | 1           | 1996–97     |
| 丙組聯賽 冠軍     | 1           | 1995–96     |
| 本 土 盃 賽       |             |             |
| 高級組銀牌 冠軍   | 1           | 2000–01     |
| 初級組銀牌 冠軍   | 1           | 1995–96     |
| 初級組足總盃 冠軍 | 1           | 1996–97     |

## 著名教練
- 奧力
- 梁帥榮
- 黃耀信

## 著名球員
本地球員
- 陳志賢
- 招重文
- 黃志強
- 李培
- 羅錦榮
- 鍾健希
- 任煒雄
- 鍾俊洪
- 彭志棠
- 楊健華
- 郭文迪
- 陳豪文
- 潘文俊
- 司徒文俊
- 李志豪
- 陳家麒
- 陸冠邦
- 朱兆基
- 梁志榮
- 冼家裕
- 尹敬良
- 劉康愉
- 羅錦榮
- 郭家麒
- 范俊業
- 陳偉豪
- 盧均宜
- 張偉康
- 羅振邦
- 朱兆銘

外援球員
- 麥柏克（英语：Tony McPeak (footballer)）
- 麥基昂
- 布力治
- 威廉臣
- 連拿度（英语：Antônio Rinaldo Gonçalves）
- 尼爾
- 屈臣
- 洛迪（英语：Andy Roddie）
- 保文（英语：Dave Bowman (footballer, born 1964)）
- 李安度
- 阿拉烏蘇
- 卓卓

## 外部連結
- 二合足球隊